# 中国人民解放军陆军摩托化步兵第六十一师
摩托化步兵第六十一师（英語：61st Motorized Infantry Division），是中国人民解放军陆军曾经存在的一个摩托化步兵师。

## 历史概述

### 第一次国共内战
该部前身为1935年2月重建的第三支鄂豫皖红二十八军。在红二十五军开始长征后，重建的鄂豫皖红二十八军没有参加长征，而是留在大别山继续进行游击作战，高敬亭任军长兼任政治委员，重建时全军下辖第八十二师和手枪团，共1000余人。这支人数不多的武装，成为鄂豫皖地区中共坚持游击战争的主力。
1936年12月，西安事变得到和平解决后，红二十八军与国民政府的关系也得到了些许缓和。1937年6月，高敬亭以红二十八军政治部主任的名义，化名李守义，与国民党代表刘刚夫签订协议。协议规定：红二十八军在宣化店整编；在鄂豫皖三省设三个办事处；释放政治犯与战俘；允许言论、结社、出版、集会自由；红军武器弹药给养，与国民革命军均相同；国民革命军负责红军开赴前线的交通工具，并配合；红军有权镇压驻地的土匪；国民革命军不得袭击集结的红军；春节前红二十八军集结完成；国民革命军保障红军返乡探亲安全事宜；红军家属按国民革命军家属待遇安抚；全国问题由中共中央决定。协议达成后，红二十八军次第开进七里坪、宣化店一带休整，将便衣队上升为主力，并成立新兵营。1938年1月，红二十八军奉命改编为新四军第四支队，高敬亭任司令员，林维先任参谋长，萧望东任政治部主任。第四支队下辖第七、八、九团与手枪团，总兵力3100余人。2月，新四军第四支队东进舒城、庐江、无为，走上抗日战场。
在近2年的游击战中，红二十八军因为战斗力强悍得以和国民革命军长期周旋，但政治上则因为“左倾”，发起过多次“肃反”。

### 抗日战争
改编后的新四军第四支队随即投入皖中抗日战场，仍然采取以游击作战为主的方法保存实力同时与日军和国民革命军中的反共势力周旋。1938年，发起廬無戰役。1939年6月，第七团团长杨克志、政治委员曹玉福叛逃，高敬亭被扣留审查后错杀。第四支队受到沉重打击。7月，第四支队进行整编，徐海东兼任司令员（后张云逸接任），戴季英、郑位三先后任政治委员，林维先任副司令员，谭希林任参谋长，戴季英、何伟先后任政治部主任，下辖第七、第九、第十四团等。
1941年1月，皖南事变后，第四支队改编为新四军第二师第四旅，期间与国民革命军、日军、和平建国军均发生过多次摩擦与交火，规模不一。其中较为著名的包括与新桂系部队爆发的大桥新庄战斗，第四旅下属第十、十一团在此次战斗中表现优异，分别获得了“金刚钻”与“铁锤子”的荣誉称号。以及在抗战末期对日军发起的数次大规模攻势作战，极大地扩大了中共在安徽、江苏等地的根据地。

### 第二次国共内战
抗战胜利后，第四旅整编为山东野战军第二纵队第四旅，参与过多次作战，发挥关键作用。其中第十二团在金马驹战斗中以小的伤亡，取得了重大的胜利，为该师打出了第三个英雄团：“钢铁团”。1949年2月改编成为中国人民解放军第二十一军第六十一师，下辖第一八一团（前红二十八军第八十二师）、第一八二团（前红二十八军手枪团）、第一八三团（前新四军第二师第四旅第十二团）。第六十一师及其前身在第二次国共内战时歼敌六万余人，是第三野战军的主力师。

### 建国后
建国后，曾于抗美援朝战争末期投入战场，但并未参与大规模战役。1955年回国，参与解放舟山群岛战役，第六十一师负责在登步岛执行任务，在力量对比悬殊、背水作战等极端困难的情况下，以5个营的兵力，与有飞机、军舰火力支援的中华民国国军6个团激战两天三夜，连续击退敌大小20余次轮番进攻，歼敌3200余人，创造了渡海作战予敌重创并成功撤离的经典战例，为舟山战役胜利奠定了基础。
1959年，第六十一师跟随第二十一军前往西北镇压叛乱，1959年至1961年，全师参与大小作战674次，歼叛匪7846人。此后便留在西北，属兰州军区作战序列。
1985年9月，陆军第六十一师整编为陆军第二十一集团军摩托化步兵第六十一师，执行北方甲种摩托化步兵师编制，下辖步兵第一八一团、一八二团、一八三团、炮兵团、高炮团（步兵第六十一师高炮营和陆军第21军高炮团第2营合编）、坦克团（原陆军第21军坦克团改隶）。同年，步兵第六十一师被兰州军区党委确认为红军师。1986年5月至1987年4月,摩步第六十一师（师长刘登云、政委张海阳）配属陆军第四十七集团军参加两山战役，全师共歼敌3787人,其中毙敌1530人。
1989年4月被中央军委确定为全军首批应急机动作战部队，1990年6月按应急机动作战部队编制进行整编。1998年9月，师坦克团改称师装甲团。该师现下辖步兵第181团（红军团、金刚钻团）、182团（红军团、铁锤子团）、183团（钢铁团）、炮兵团、高炮团、装甲团，在被拆分时是中国人民解放军陆军唯二的六团制师之一。
拆分之前，摩步六十一师下辖：
- 摩托化步兵第一八一团
- 摩托化步兵第一八二团
- 摩托化步兵第一八三团
- 装甲团
- 炮兵团
- 高炮团

2017年，摩步第六十一师被拆分，第一八二团与炮兵团被拆分出去扩编为轻型合成第一八二旅；第一八一团与装甲团合编为中型合成第一八一旅；一八三团被撤销，其一营得到保留后编入一八二旅；高炮团拆分为两个营分别融入新成立的合成旅。新成立的合成旅不继承六十一师的师史，仅继承下属各团历史，六十一师建制自此寿终正寝。

## 沿革
参考资料：
| 部隊番號                 | 使用時期             |
| ------------------------ | -------------------- |
| 鄂豫皖红二十八军         | 1935年2月-1938年3月  |
| 新四军第四支队           | 1938年3月-1941年2月  |
| 新四军第四旅             | 1941年2月-1946年1月  |
| 山东野战军第四旅         | 1946年1月-1947年2月  |
| 华东野战军第四师         | 1947年2月-1949年2月  |
| 中国人民解放军第六十一师 | 1949年2月-1960年1月  |
| 陆军第六十一师           | 1960年1月-1985年10月 |
| 摩托化步兵第六十一师     | 1985年10月-2017年2月 |

## 荣誉
- 紅軍團、金剛鑽團：前摩步第六十一師第一八一團，現為中型合成第一八一旅
- 紅軍團、鐵錘子團：前摩步第六十一師第一八二團，現為輕型合成第一八二旅
- 鋼鐵團：前摩步第六十一師第一八三團
- 神炮團：前摩步第六十一師炮兵團